# Omar El Kaddouri
Omar El Kaddouri (Bruxelles, 21 agosto 1990) è un calciatore marocchino con cittadinanza belga, centrocampista svincolato.

## Biografia
Nasce in Belgio da genitori marocchini. Il 25 maggio 2014 è diventato padre di Adam, suo primogenito.

## Caratteristiche tecniche
Trequartista, può giocare anche come regista, mezzala e seconda punta. In patria era stato accolto come il nuovo Zidane. Dai tifosi del PAOK è stato, invece, soprannominato El Maestro.

## Carriera

### Club

#### Gli inizi
Cresciuto calcisticamente nelle giovanili dell'Anderlecht, durante il Torneo di Viareggio 2007 viene notato dalla rete di osservatori del Brescia, che l'anno seguente lo acquista a titolo definitivo e lo inserisce nella squadra Primavera. Con le rondinelle esordisce nel 2008 in Serie B, poi nell'estate del 2010 passa in prestito in Lega Pro al Südtirol-Alto Adige, disputando una stagione da titolare e collezionando 31 presenze e due reti.

#### Brescia
Per la stagione 2011-2012 torna al Brescia, che decide di puntare su di lui per rinforzare il centrocampo. Il 3 ottobre 2011 segna il suo primo gol stagionale contro il Cittadella: concluderà la stagione con 38 presenze e 7 gol realizzati in campionato.

#### Napoli
Il 24 agosto 2012 passa al Napoli con la formula della compartecipazione, per circa 2 milioni di euro.
Esordisce in maglia azzurra ed in una competizione continentale il 20 settembre successivo, partendo da titolare nella gara di Europa League contro gli svedesi dell'AIK. Il debutto in campionato, quindi in Serie A, risale al 2 dicembre nella partita interna contro il Pescara. In maglia azzurra totalizza sette presenze in campionato e dodici complessive in stagione.
Il 20 giugno 2013 il Napoli acquisisce dal Brescia anche la seconda metà del cartellino.

#### Torino

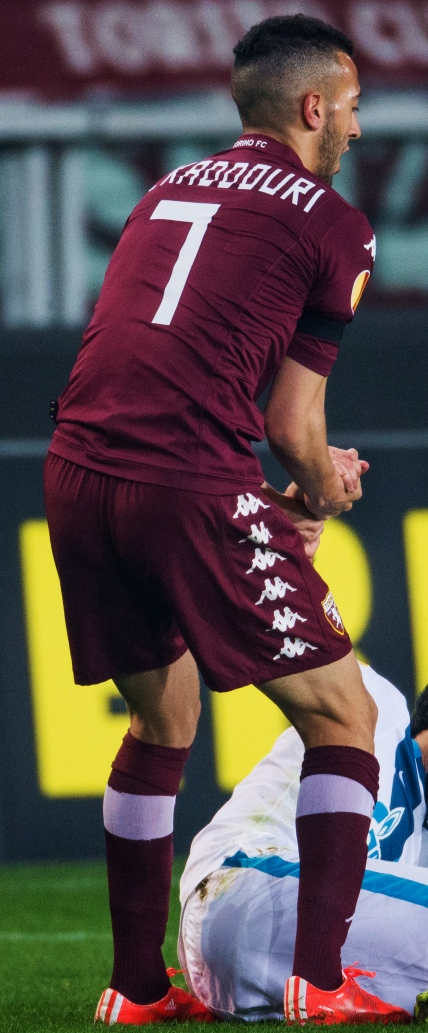
El Kaddouri al Torino nel 2015

L'11 luglio 2013 si trasferisce al Torino in prestito con diritto di riscatto della comproprietà. Esordisce con la maglia granata il 17 agosto nella partita di Coppa Italia contro il Pescara (1-2), subentrando ad Alexander Farnerud. Segna i suoi primi gol in maglia granata il 24 novembre, nella sfida casalinga contro il Catania, realizzando una doppietta. Torna al gol il 17 febbraio sul campo del Verona, siglando la rete del definitivo 3 a 1, dopo aver già realizzato due assist. In campionato colleziona complessivamente 29 presenze e 5 reti.
A fine stagione il Torino fa valere l'opzione per l'acquisizione della comproprietà, ma il Napoli esercita il diritto di controriscatto. Il 1º luglio 2014 viene ceduto nuovamente al club piemontese in prestito con diritto di riscatto dell'intero cartellino. Il 7 febbraio 2015 realizza la sua prima rete stagionale, in occasione della trasferta dei granata a Verona, contro la formazione scaligera.
Complessivamente la sua esperienza in granata si conclude con 76 presenze e 9 gol segnati.

#### Ritorno a Napoli
Il 25 giugno 2015, non riscattato dal Torino, rientra al Napoli. Il 23 agosto esordisce in campionato al Mapei Stadium di Reggio Emilia contro il Sassuolo, subentrando a Lorenzo Insigne nel corso del secondo tempo.
Il suo debutto in Europa League, durante la gestione Sarri, arriva a Varsavia il 1º ottobre 2015 contro il Legia, sostituendo Dries Mertens. La prima da titolare è invece alla MCH Arena di Herning, in Danimarca, nel match contro il Midtjylland, terminato 4 a 1 in favore dei partenopei e condito da un'ottima prestazione del giocatore.
Alla seconda partita da titolare, il 5 novembre, segna il suo primo gol con in maglia azzurra nella sfida vinta per 5 a 0 ai danni del Midtjylland. 
Il 20 marzo, nel match in casa contro il Genoa, segna il suo primo gol in campionato, firmando il 3 a 1 finale al 91' minuto.

#### Empoli
Il 31 gennaio 2017 passa all'Empoli a titolo definitivo, firmando un contratto di 3 anni e mezzo. In Toscana gioca 15 partite in Serie A, andando a segno 3 volte: al termine della stagione la squadra azzurra retrocede in Serie B.

#### L'approdo al PAOK Salonicco e il CFR Cluj
Il 21 agosto 2017 viene ufficializzata la sua cessione a titolo definitivo al PAOK Salonicco, club greco in cui gioca per sei stagioni, vincendo un campionato e tre Coppa di Grecia.
Il 5 gennaio 2024, da svincolato, firma un accordo che lo lega al CFR Cluj fino al termine della stagione.

#### Spal
Il 3 settembre 2024 torna in Italia, nuovamente da svincolato, firmando un accordo con la SPAL fino al termine della stagione.

### Nazionale
Ha fatto parte della nazionale belga Under-21, con la quale ha segnato la sua prima rete il 14 novembre 2011 contro i pari età inglesi in una gara valevole per le qualificazioni all'Europeo Under-21 del 2013.
Nel luglio del 2012 partecipa ai giochi olimpici di Londra con la selezione marocchina, collezionando due presenze.
Al passaggio in nazionale maggiore opta ufficialmente per il Marocco, con cui esordisce il 14 agosto 2013 nell'amichevole contro il Burkina Faso. Il 9 ottobre 2014 realizza il suo primo gol nell'amichevole vinta a Marrakech per 4 a 0 contro la Rep. Centrafricana.

## Statistiche

### Presenze e reti nei club
Statistiche aggiornate al 27 aprile 2025.
| Stagione        | Squadra         | Campionato      | Campionato | Campionato | Coppa nazionale | Coppa nazionale | Coppa nazionale | Coppe continentali | Coppe continentali | Coppe continentali | Altre coppe | Altre coppe | Altre coppe | Totale | Totale |
| Stagione        | Squadra         | Comp            | Pres       | Reti       | Comp            | Pres            | Reti            | Comp               | Pres               | Reti               | Comp        | Pres        | Reti        | Pres   | Reti   |
| --------------- | --------------- | --------------- | ---------- | ---------- | --------------- | --------------- | --------------- | ------------------ | ------------------ | ------------------ | ----------- | ----------- | ----------- | ------ | ------ |
| 2008-2009       | Brescia         | B               | 1          | 0          | CI              | 0               | 0               | -                  | -                  | -                  | -           | -           | -           | 1      | 0      |
| 2009-2010       | Brescia         | B               | 0          | 0          | CI              | 2               | 0               | -                  | -                  | -                  | -           | -           | -           | 2      | 0      |
| 2010-2011       | Südtirol        | 1D              | 31+1       | 2          | CI+CI-LP        | 0+2             | 0               | -                  | -                  | -                  | -           | -           | -           | 34     | 2      |
| 2011-2012       | Brescia         | B               | 38         | 7          | CI              | 2               | 0               | -                  | -                  | -                  | -           | -           | -           | 40     | 7      |
| Totale Brescia  | Totale Brescia  | Totale Brescia  | 39         | 7          |                 | 4               | 0               |                    | -                  | -                  |             | -           | -           | 43     | 7      |
| 2012-2013       | Napoli          | A               | 7          | 0          | CI              | 1               | 0               | UEL                | 4                  | 0                  | SI          | -           | -           | 12     | 0      |
| 2013-2014       | Torino          | A               | 29         | 5          | CI              | 1               | 0               | -                  | -                  | -                  | -           | -           | -           | 30     | 5      |
| 2014-2015       | Torino          | A               | 32         | 3          | CI              | 1               | 0               | UEL                | 13                 | 1                  | -           | -           | -           | 46     | 4      |
| Totale Torino   | Totale Torino   | Totale Torino   | 61         | 8          |                 | 2               | 0               |                    | 13                 | 1                  |             | -           | -           | 76     | 9      |
| 2015-2016       | Napoli          | A               | 20         | 1          | CI              | 1               | 1               | UEL                | 5                  | 1                  | -           | -           | -           | 26     | 3      |
| 2016-gen. 2017  | Napoli          | A               | 5          | 0          | CI              | 0               | 0               | UCL                | 0                  | 0                  | -           | -           | -           | 5      | 0      |
| Totale Napoli   | Totale Napoli   | Totale Napoli   | 32         | 1          |                 | 2               | 1               |                    | 9                  | 1                  |             | -           | -           | 43     | 3      |
| gen.-giu. 2017  | Empoli          | A               | 15         | 3          | CI              | 0               | 0               | -                  | -                  | -                  | -           | -           | -           | 15     | 3      |
| ago. 2017       | Empoli          | B               | 0          | 0          | CI              | 1               | 0               | -                  | -                  | -                  | -           | -           | -           | 1      | 0      |
| Totale Empoli   | Totale Empoli   | Totale Empoli   | 15         | 3          |                 | 1               | 0               |                    | -                  | -                  |             | -           | -           | 16     | 3      |
| ago. 2017-2018  | PAOK            | SL              | 18         | 1          | CG              | 3               | 1               | -                  | -                  | -                  | -           | -           | -           | 21     | 2      |
| 2018-2019       | PAOK            | SL              | 17         | 1          | CG              | 6               | 0               | UCL+UEL            | 5+4                | 1+0                | -           | -           | -           | 32     | 2      |
| 2019-2020       | PAOK            | SL              | 15+8       | 0+1        | CG              | 2               | 0               | UCL+UEL            | 2+2                | 0                  | -           | -           | -           | 29     | 1      |
| 2020-2021       | PAOK            | SL              | 20+6       | 2          | CG              | 4               | 0               | UCL+UEL            | 4+5                | 1+0                | -           | -           | -           | 39     | 3      |
| 2021-2022       | PAOK            | SL              | 11+3       | 0          | CG              | 2               | 0               | UECL               | 11                 | 2                  | -           | -           | -           | 27     | 2      |
| 2022-2023       | PAOK            | SL              | 14+9       | 0          | CG              | 2               | 0               | UECL               | 0                  | 0                  | -           | -           | -           | 25     | 0      |
| Totale PAOK     | Totale PAOK     | Totale PAOK     | 95+26      | 4+1        |                 | 19              | 1               |                    | 33                 | 4                  |             | -           | -           | 173    | 10     |
| gen.-giu. 2024  | CFR Cluj        | L1              | 5+4        | 1+0        | CR              | 0               | 0               | -                  | -                  | -                  | -           | -           | -           | 9      | 1      |
| set. 2024-2025  | SPAL            | C               | 15         | 0          | CI-C            | 0               | 0               | -                  | -                  | -                  | -           | -           | -           | 15     | 0      |
| Totale carriera | Totale carriera | Totale carriera | 324        | 27         |                 | 30              | 2               |                    | 55                 | 6                  |             | -           | -           | 409    | 35     |

### Cronologia presenze e reti in nazionale
| Cronologia completa delle presenze e delle reti in nazionale ― Marocco | Cronologia completa delle presenze e delle reti in nazionale ― Marocco | Cronologia completa delle presenze e delle reti in nazionale ― Marocco | Cronologia completa delle presenze e delle reti in nazionale ― Marocco | Cronologia completa delle presenze e delle reti in nazionale ― Marocco | Cronologia completa delle presenze e delle reti in nazionale ― Marocco | Cronologia completa delle presenze e delle reti in nazionale ― Marocco | Cronologia completa delle presenze e delle reti in nazionale ― Marocco |
| Data                                                                   | Città                                                                  | In casa                                                                | Risultato                                                              | Ospiti                                                                 | Competizione                                                           | Reti                                                                   | Note                                                                   |
| ---------------------------------------------------------------------- | ---------------------------------------------------------------------- | ---------------------------------------------------------------------- | ---------------------------------------------------------------------- | ---------------------------------------------------------------------- | ---------------------------------------------------------------------- | ---------------------------------------------------------------------- | ---------------------------------------------------------------------- |
| 14-8-2013                                                              | Tangeri                                                                | Marocco                                                                | 1 – 2                                                                  | Burkina Faso                                                           | Amichevole                                                             | -                                                                      |                                                                        |
| 7-9-2013                                                               | Abidjan                                                                | Costa d'Avorio                                                         | 1 – 1                                                                  | Marocco                                                                | Qual. Mondiali 2014                                                    | -                                                                      | 89’                                                                    |
| 11-10-2013                                                             | Agadir                                                                 | Marocco                                                                | 1 – 1                                                                  | Sudafrica                                                              | Amichevole                                                             | -                                                                      | 46’                                                                    |
| 5-3-2014                                                               | Marrakech                                                              | Marocco                                                                | 1 – 1                                                                  | Gabon                                                                  | Amichevole                                                             | -                                                                      | 57’                                                                    |
| 23-5-2014                                                              | Faro                                                                   | Mozambico                                                              | 0 – 4                                                                  | Marocco                                                                | Amichevole                                                             | 1                                                                      | 81’                                                                    |
| 6-6-2014                                                               | Mosca                                                                  | Russia                                                                 | 2 – 0                                                                  | Marocco                                                                | Amichevole                                                             | -                                                                      | 90+1’                                                                  |
| 3-9-2014                                                               | Casablanca                                                             | Marocco                                                                | 0 – 0                                                                  | Qatar                                                                  | Amichevole                                                             | -                                                                      |                                                                        |
| 9-10-2014                                                              | Marrakech                                                              | Marocco                                                                | 4 – 0                                                                  | Rep. Centrafricana                                                     | Amichevole                                                             | 1                                                                      | 70’                                                                    |
| 13-10-2014                                                             | Marrakech                                                              | Marocco                                                                | 3 – 0                                                                  | Kenya                                                                  | Amichevole                                                             | -                                                                      | 66’                                                                    |
| 13-11-2014                                                             | Agadir                                                                 | Marocco                                                                | 6 – 1                                                                  | Benin                                                                  | Amichevole                                                             | 1                                                                      | 69’                                                                    |
| 16-11-2014                                                             | Agadir                                                                 | Marocco                                                                | 2 – 1                                                                  | Zimbabwe                                                               | Amichevole                                                             | -                                                                      | 76’                                                                    |
| 28-3-2015                                                              | Agadir                                                                 | Marocco                                                                | 0 – 1                                                                  | Uruguay                                                                | Amichevole                                                             | -                                                                      |                                                                        |
| 12-6-2015                                                              | Agadir                                                                 | Marocco                                                                | 1 – 0                                                                  | Libia                                                                  | Qual. Coppa d'Africa 2017                                              | 1                                                                      |                                                                        |
| 5-9-2015                                                               | São Tomé                                                               | São Tomé e Príncipe                                                    | 0 – 3                                                                  | Marocco                                                                | Qual. Coppa d'Africa 2017                                              | -                                                                      |                                                                        |
| 9-10-2015                                                              | Agadir                                                                 | Marocco                                                                | 0 – 1                                                                  | Costa d'Avorio                                                         | Amichevole                                                             | -                                                                      | 62’                                                                    |
| 12-10-2015                                                             | Agadir                                                                 | Marocco                                                                | 1 – 1                                                                  | Guinea                                                                 | Amichevole                                                             | 1                                                                      |                                                                        |
| 12-11-2015                                                             | Agadir                                                                 | Marocco                                                                | 2 – 0                                                                  | Guinea Equatoriale                                                     | Qual. Mondiali 2018                                                    | -                                                                      |                                                                        |
| 15-11-2015                                                             | Bata                                                                   | Guinea Equatoriale                                                     | 1 – 0                                                                  | Marocco                                                                | Qual. Mondiali 2018                                                    | -                                                                      | 38’                                                                    |
| 26-3-2016                                                              | Praia                                                                  | Capo Verde                                                             | 0 – 1                                                                  | Marocco                                                                | Qual. Coppa d'Africa 2017                                              | -                                                                      |                                                                        |
| 29-3-2016                                                              | Marrakech                                                              | Marocco                                                                | 2 – 0                                                                  | Capo Verde                                                             | Qual. Coppa d'Africa 2017                                              | -                                                                      |                                                                        |
| 27-5-2016                                                              | Tangeri                                                                | Marocco                                                                | 2 – 0                                                                  | Rep. del Congo                                                         | Amichevole                                                             | -                                                                      |                                                                        |
| 3-6-2016                                                               | Radès                                                                  | Libia                                                                  | 1 – 1                                                                  | Marocco                                                                | Qual. Coppa d'Africa 2017                                              | -                                                                      |                                                                        |
| 15-11-2016                                                             | Marrakech                                                              | Marocco                                                                | 2 – 1                                                                  | Togo                                                                   | Amichevole                                                             | -                                                                      | 90+1’                                                                  |
| 9-1-2017                                                               | Al-Ayn                                                                 | Marocco                                                                | 0 – 1                                                                  | Finlandia                                                              | Amichevole                                                             | -                                                                      | 46’                                                                    |
| 16-1-2017                                                              | Oyem                                                                   | RD del Congo                                                           | 1 – 0                                                                  | Marocco                                                                | Coppa d'Africa 2017 - 1º turno                                         | -                                                                      | 61’                                                                    |
| 20-1-2017                                                              | Oyem                                                                   | Marocco                                                                | 3 – 1                                                                  | Togo                                                                   | Coppa d'Africa 2017 - 1º turno                                         | -                                                                      | 60’                                                                    |
| 29-1-2017                                                              | Port-Gentil                                                            | Egitto                                                                 | 1 – 0                                                                  | Marocco                                                                | Coppa d'Africa 2017 - Quarti di finale                                 | -                                                                      | 79’                                                                    |
| 11-10-2019                                                             | Oujda                                                                  | Marocco                                                                | 1 – 1                                                                  | Libia                                                                  | Amichevole                                                             | -                                                                      | 60’ 68’                                                                |
| 13-10-2020                                                             | Rabat                                                                  | Marocco                                                                | 1 – 1                                                                  | RD del Congo                                                           | Amichevole                                                             | -                                                                      | 63’                                                                    |
| Totale                                                                 |                                                                        | Presenze                                                               | 29                                                                     |                                                                        | Reti                                                                   | 5                                                                      |                                                                        |

| Cronologia completa delle presenze e delle reti in nazionale ― Marocco olimpica | Cronologia completa delle presenze e delle reti in nazionale ― Marocco olimpica | Cronologia completa delle presenze e delle reti in nazionale ― Marocco olimpica | Cronologia completa delle presenze e delle reti in nazionale ― Marocco olimpica | Cronologia completa delle presenze e delle reti in nazionale ― Marocco olimpica | Cronologia completa delle presenze e delle reti in nazionale ― Marocco olimpica | Cronologia completa delle presenze e delle reti in nazionale ― Marocco olimpica | Cronologia completa delle presenze e delle reti in nazionale ― Marocco olimpica |
| Data                                                                            | Città                                                                           | In casa                                                                         | Risultato                                                                       | Ospiti                                                                          | Competizione                                                                    | Reti                                                                            | Note                                                                            |
| ------------------------------------------------------------------------------- | ------------------------------------------------------------------------------- | ------------------------------------------------------------------------------- | ------------------------------------------------------------------------------- | ------------------------------------------------------------------------------- | ------------------------------------------------------------------------------- | ------------------------------------------------------------------------------- | ------------------------------------------------------------------------------- |
| 26-7-2012                                                                       | Glasgow                                                                         | Honduras                                                                        | 2 – 2                                                                           | Marocco                                                                         | Olimpiadi 2012 - 1º Turno                                                       | -                                                                               |                                                                                 |
| 29-7-2012                                                                       | Newcastle upon Tyne                                                             | Giappone                                                                        | 1 – 0                                                                           | Marocco                                                                         | Olimpiadi 2012 - 1º Turno                                                       | -                                                                               |                                                                                 |
| Totale                                                                          |                                                                                 | Presenze                                                                        | 2                                                                               |                                                                                 | Reti                                                                            | 0                                                                               |                                                                                 |

| Cronologia completa delle presenze e delle reti in nazionale ― Belgio under 21 | Cronologia completa delle presenze e delle reti in nazionale ― Belgio under 21 | Cronologia completa delle presenze e delle reti in nazionale ― Belgio under 21 | Cronologia completa delle presenze e delle reti in nazionale ― Belgio under 21 | Cronologia completa delle presenze e delle reti in nazionale ― Belgio under 21 | Cronologia completa delle presenze e delle reti in nazionale ― Belgio under 21 | Cronologia completa delle presenze e delle reti in nazionale ― Belgio under 21 | Cronologia completa delle presenze e delle reti in nazionale ― Belgio under 21 |
| Data                                                                           | Città                                                                          | In casa                                                                        | Risultato                                                                      | Ospiti                                                                         | Competizione                                                                   | Reti                                                                           | Note                                                                           |
| ------------------------------------------------------------------------------ | ------------------------------------------------------------------------------ | ------------------------------------------------------------------------------ | ------------------------------------------------------------------------------ | ------------------------------------------------------------------------------ | ------------------------------------------------------------------------------ | ------------------------------------------------------------------------------ | ------------------------------------------------------------------------------ |
| 10-11-2011                                                                     | Stavanger                                                                      | Norvegia under 21                                                              | 2 – 2                                                                          | Belgio under 21                                                                | Qual. Europeo Under-21 2013                                                    | -                                                                              |                                                                                |
| 14-11-2011                                                                     | Mons                                                                           | Belgio under 21                                                                | 2 – 1                                                                          | Inghilterra under 21                                                           | Qual. Europeo Under-21 2013                                                    | 1                                                                              |                                                                                |
| Totale                                                                         |                                                                                | Presenze                                                                       | 2                                                                              |                                                                                | Reti                                                                           | 1                                                                              |                                                                                |

## Palmarès

### Club

#### Competizioni nazionali
- Coppa di Grecia: 3

PAOK: 2017-2018, 2018-2019, 2020-2021
- Campionato greco: 1

PAOK: 2018-2019